# Hotel Juliš
Hotel Juliš (za komunismu hotel Tatran, současně také EA Hotel Juliš) je funkcionalistická budova a hotel čp. 782/II  na Václavském náměstí č. 22 v  Praze na Novém Městě. Výrazně zasahuje do Františkánské zahrady dvorním křídlem, které bylo postaveno v kubistickém stylu v letech   1922–1925. Hlavní budova byla postavena v letech 1931–1932 pro cukráře Karla Juliše. Současným majitelem je Eltima Property Company, jejíž mateřskou společností je rakouský developer S IMMO.

## Historie

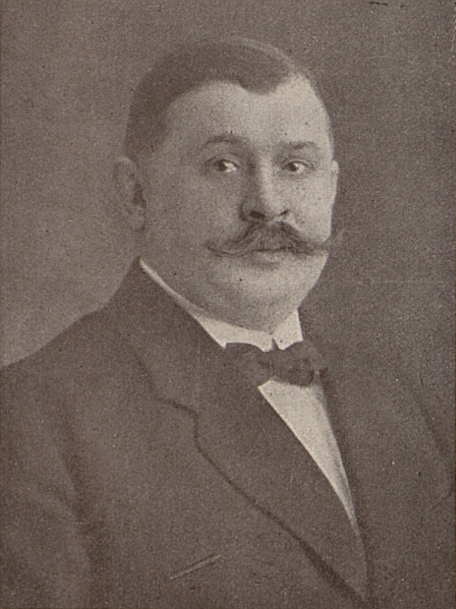
Karel Juliš (před r. 1927)

Na místě dnešního hotelu  stál nejméně od roku 1378 dům Jakuba krejčího na úzké středověké parcele. Kolem roku 1725 byl přestavěn v barokním slohu a nazván podle domovního znamení "U obrazu Panny Marie", . Dům měl výrazný štít a průjezd do dvora. Když v roce 1788 tento dům "Zum Marienbild" se starým číslem 445 koupil Josef Gabriel Behrns, připomíná se, že měl malou zahrádku. Kolem roku 1900 měl v přízemí krám houslař Boh. Lantner, v sousedním domě čp. 781/II v přízemí i v patře sídlila vyhlášená cukrárna s kavárnou Gustava Jägera, na další parcele čp. 780/II se právě boural staroslavný hostinec s tančírnou U Doušů a na místě zbořeného domu čp. 777/II se stavěl secesní Peterkův dům podle návrhu Jana Kotěry. Koňský trh se stal Václavským náměstím, měnil se na nejvýznamnější centrum a korzo Nového Města.     
To jistě inspirovalo cukráře Karla Juliše a jeho manželku Katuši, že v roce 1917 zakoupili čp. 782/II a v roce 1919  podali návrh na demolici celého domu a novostavbu hotelu. Stavební úřad magistrátu ji z důvodu památkové hodnoty domu zamítl, povolil pouze úpravu fasády a dvorní přístavbu do Františkánské zahrady, kterou architekt Pavel Janák navrhl a postavil v letech 1922–1925 ve stylu pozdního kubismu. Okolní novostavby na Václavském náměstí během 20. let výrazně pokročily, a tak i Julišovi se v roce 1929  podařilo získat souhlas k demolici památky a na místě dal v letech 1927–1933 vystavět osmipatrový hotel, opět podle projektu architekta Pavla Janáka, tentokrát již funkcionalistický.  Stavba má ocelovou konstrukci, na skeletu jsou osazeny ocelové a skleněné komponenty. Výraznou červeno-žlutou barevnost fasády a podobně avantgardní zařízení interiéru navrhl malíř a designér František Kysela.  
Po skončení druhé světové války v hotelu Juliš bydlel člen Řádu britského impéria mjr. Miloš Knorr, MBE na pokoji společně s později komunisty popraveným mjr. René Černým. Po roce 1948 byl celý objekt znárodněn a přejmenován na hotel Tatran. Hotel je od 3. května 1958 chráněn jako kulturní památka České republiky, jeho rejstříkové číslo je 39963/1-1135 (Pk•MIS•Sez•Obr•WD). Až do roku 1998 byly v interiérech zachovány původní mramorové obklady, dveřní ostění, zábradlí i nábytek.
Po pádu socialismu byl hotel v rámci restitucí roku 1991 vrácen Julišovým, ale ti jej kvůli špatné finanční situaci prodali. Bývalá pasáž se stala neprůchodnou. V letech 1998 až 2003 prošla budova na přání firmy Eltima rozsáhlou rekonstrukcí, která setřela některé dosavadní rysy budovy. V domě byl obchod se sportovním zbožím. Od roku 2020 se tam nachází největší zábavní park s virtuální realitou v Česku.

### Kino
V suterénu domu se nacházelo kino Paříž se sálem pro 400 diváků, do roku 1948 se jmenovalo Biograf Juliš. Vzniklo ještě před funkcionalistickou budovy v rámci nádvorní přístavby traktu v roce 1926, od roku 1930 bylo zvukové. Architekt Janák propojil kino s novou průčelní stavbou. Po přestavbě v letech 1998–2003 definitivně zaniklo.

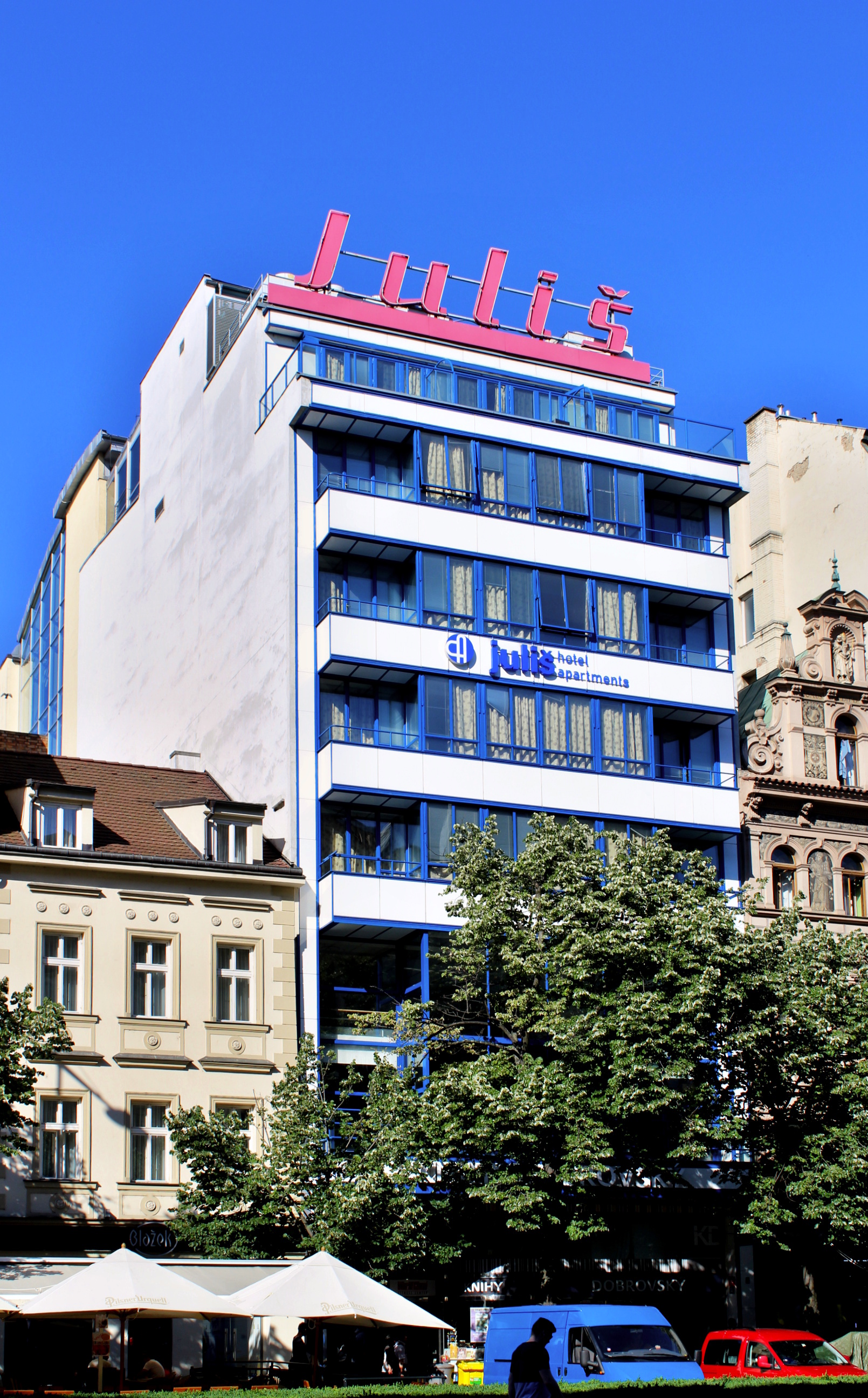
Hotel Juliš
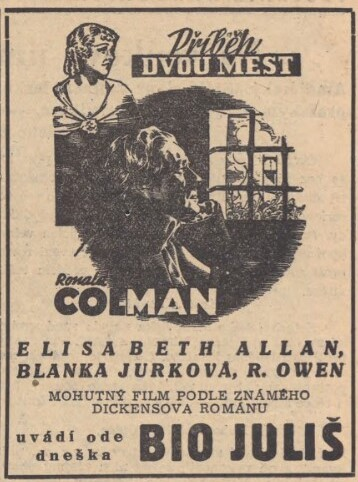
Bio Juliš, dobová reklama 1939

### Požár
Ve večerních hodinách dne 24. července 2017 vypukl požár kabelových rozvodů lešení, které bylo u hotelu z důvodu rekonstrukce. Oheň zasáhl jen lešení, do budovy se dostal pouze kouř. Přesto muselo být evakuováno 72 z celkového počtu 127 hostů hotelu, nikdo z nich nebyl zraněn. Přibližně po půl hodiny od vypuknutí byl požár pod kontrolou.